# اللحية السوداء
إدوارد تيتش (بالإنجليزية: Edward Thatch)‏ (1680 - 22 نوفمبر 1718) ويُعرف باسم اللحية السوداء (بالإنجليزية: Blackbeard)‏، كان قرصانا مشهوراً في الهند الغربي وفي السواحل الأمريكية والأوربية، ولم يعرف الكثير عن بداية حياته لكنه ولد في بريستول بإنجلترا. وقيل إنه تم قتل عائلته واختطافه وهو صغير من قبل قراصنة، وحدث هذا خلال (حرب الملكة آن) وتم إطلاق سراحه بعد فترة في «البهاما».
في عام 1716 تم تجنيده من قبل كابتن بنيامين هورني كولد وجعله قائداً على إحدى السفن تحت إشراف بنيامين؛ وبهذا بدأ في أعمال القرصنة وانضم لهم لاحقاً قرصان يدعى ستيد بوني وأصبحوا أكثر قوة. لكن بعد فترة تقاعد بنيامين هورني كولد من القرصنة في عام 1716 آخذا سفينتين معه.
استولى تيتش على سفينة ضخمة تعود لتجار فرنسيين وحولها إلى سفينة حربية سماها (الثأر الملكة آن)، وزودها بـ40 مدفعا. أصبح أخطر قرصان في ذلك الوقت ومن هنا أطلق لحيته ملقباً نفسه باللحية السوداء، وارتدى قبعة كبيرة عريضة، وكان منظره مرعباً.
(في الحقيقة أخذ لقب اللحية السوداء من Cognomen وهو اسم روماني قديم يعني «أصدقاء معاً» ولم يقصد به اللحية السوداء لكنه تحول سابقاً إلى اسم مستعار متغير المعاني).
وبعد فترة من الزمن افترق عن ستيد وعاد إلى باث تاون وحصل على عفو ملكي، لكنه عاد إلى البحر مرة أخرى وجذب انتباه «ألكساندر سبوت وود» (وهو أحد القادة العلى في الجيش البريطاني ومحافظ فرجيني) الذي رتب ليكون جيشاً للقضاء على القراصنة. وفي 22 من نوفمبر من عام 1718 قتل تيش هو وطاقمه على يد الملازم روبرت ميرنارد.
عرف تيتش كقائد عنيف وخطير جره الغرور في النهاية لعدم استخدام القوى معتمداً على الصورة التي أنشأها في السابق. قاد سفينته ووعد طاقمه بالمعرفة لكنه لم يجلب سوى الأذى أو القتل إلى أولئك الأسرى. لكنه كان مصدر إلهام لكثير من النقاد والكتاب والأسوء..القراصنة.. بعد وفاته، وأصبح مصدر إلهام لعدد من الأعمال تحت عنوان-القراصنة من الخيال عبر مجموعة أعمال منها القصص.

## بداية حياته
لم يعرف الكثير عن بداية حياته. اسمه إدوارد تيتش لم يذكر به كثيراً لكنه ذكر بلقبه وهو اللحية السوداء، وهذه صفة في القراصنة بعدم جعل أسمائهم الحقيقية ظاهرة واستبدالها بأسماء مزيفة بديلة عنها؛ ولهذا السبب لم يتم دعم اسمه الحقيقي بمستندات ومصادر كافية وهكذا بقي اسم تيتش غامضا. أما عائلته فقد قتلهم القراصنة ولم يبق منهم أحد، لكن لا يعرف أصل العائلة لأن تيتش أراد أن يبقي سر عائلته دفيناً لآخر سليل من أفرادها، وقد انعكست آثار قتل عائلته على حياته كثيراً وأعطته طابع العنف.
(هنالك صورة رسمت لصغير يعتقد بأنها تعود له ويبدو من الصورة أنه من عائلة غنية ورسمت اللوحة من قبل هنري كاس كال)
في القرن 17 احتلت بريطانيا أميركا اللاتينية وسيطرت على التجارة في المحيط الأطلسي. ولد تيتش في واحدة من أكبر المدن في إنجلترا. وكان يعرف الكتابة والقراءة وبهذا استطاع التعامل مع التجار. قام بقتل رئيس العدالة وسكرتير محافظة كارولينا توبياس نايت.
اعتقد روبرت لي بأن تيتش يمتلك كرامة وعزة نفس وأنه ينتمي إلى عائلة غنية. ووصل معه إلى البحر الكاريبي في نهاية عام 1699 على ظهر سفينة تجار. وذكر كارلس جيسن (وهو تاجر وكاتب بريطاني معروف في القرن 17 في بريطانيا)بأن تيتش عمل في مدينة جامايكا JAMAICA وعمل على ظهر سفينة قرصنة لاحقاً تسمى حرب الملكة آن ومن هنا عرف بشجاعتة وقتاله العنيف من بين القراصنة.
مع تاريخ الطويل في الاستعمار والتجارة والقرصنة، في جزر الهند الغربية، كانت الحوادث البحرية قد كثرت في القرن 17 و18 . وقرر القراصنة هنري جينينغز وأتباعه في وقت مبكر من القرن 18، استخدام جزيرة غير مأهولة مثل بروفيدانس كقاعدة لعملياتهم؛ كان يسهل الوصول إليها من مضيق فلوريدا، والتي كانت تعج بالسفن الأوروبية التي تعبر الأطلسي ولا تمر منها بسبب عدم وجود معابر تجارية وكانت ملأى باللصوص. كان ميناء نيو بروفيدانس يمكن أن يستوعب بسهولة مئات السفن، وكانت ضحلة جدا بالنسبة للسفن البحرية الملكية البريطانية لي الوصول لهم لذالك كان أمن بنسبة للقراصنة؛
المؤلف جورج دبري وصفته بأنه "لا تعتبر كمنازل، بل كان مكانا للمكوث مؤقت. ولم يكون القانون يسمع في تلك الجزيرة لكن القراصنة يحترمون بعضهم الأخر

## العفو الملكي
علم تيتش بأن وود روجر غادر من إنجلترا هو وجيش كبير للدخول بمعركة في الهند الغربية مع القراصنة.. فأمر تيتش أسطوله بتوجه نحو الشمال وعلى طول سواحل المحيط الأطلسي لأن القوى البحرية لن تبحث عن القراصنة قرب السواحل بل تبحث في عرض المحيط، وأخفى علم القراصنة، وعند المرجان الضخم أصطدمت سفينة «انتقام الملكة أن» بالشعاب المرجانيه بسبب أن السفينة كبيرة على الأبحار قرب الشواطئ وفي المدخل المعروف باسم:(مدخل بوفورت)، قبالة ساحل ولاية كارولينا الشمالية ورسى طاقم تيتش وأمر طاقمة بتنظيف السفن من المحار والتزود بالمؤن.
و بعدها تواجه مع ثلاث سفن تقاد من قبل تاجر يهودي أمر سفينتين بمطاردتهم والإمساك بهم.و بعد مرور فترة من الزمن اصدر قرار العفو الملكي للقراصنة الذين يرغبون بالاعتزال عن القرصنة الذي صدر بتاريخ الخامس من سبتمبر في عام 1718 وكان ستيد يرغب في الاستقالة لكنه علم لاحقاً بأن القانون لا يشمل من قام بفعل القرصنة من بعد التاريخ 5 يناير وبهذا علم ستيد بأنه سيعدم في حال تسليم نفسة بسبب حصاره على مدينة تشارلستون بار.
و بهذا قرر تيتش بأن يستعين بمحافظ تشارلز (محافظ مدينة أيدن) لأنه كان الرجل الوحيد الذي يمكن أن يثق به وبهذا رد محافظ تشالز على تيتش برسالة واخبرة بأن يتنظر ليرى ماذا سيحصل للقراصنة الذين سلموا أنفسهم لكن ستيد غادر الطاقم بقارب صغير ورفض أنتظار محافظ تشارلز في مدينة باث تاون وحصل العفو من المحافظ تشارلز وبعدها غادر ثم سافر مرة أخرى إلى مدخل بوفورت لجمع بقية طاقمه وابحار إلى جزيرة سانت توماس للحصول على تفويض لكن تيتش جرد سفينتة من الغنائم قبل ان ينسحب وبعدها اضطر ستيد بأن يقرصن إحدى السفن مرة أخرى وتم القبض عليه وطاقمة في 27 سبتمبر 1718 في مصب نهر «الخوف الأخضر». وحوكم ستيد وأربعة من طاقمة بالأعدام في شارلستون.
و يعتقد بأن تيتش له اليد بما حصل لستيد لكنه اعطى لستيد مطلق الحرية لكنه علم بأن ستيد لم يأخذ أنجلترا في الحسبان بسبب المعركة التي حدثت بين التحالفات الأربعة والأسبان "Cape Passaro" وبهذا لم يأخذ إنجلترا في الحسبان من ناحية أمر التفاوض في اطلاق سراحه

## توسيع أسطول تيتش
تواجه تيتش «اللحية السوداء» مع قرصان يدعى اسيراء هاند، وهو قرصان فرنسي، وعرض عليه الانضمام لطاقمه. وقَبِل الانضمام.
وبعدها أبحر نحو جزيرة رملية صغيرة، وقام بقتل 25 رجلا من رجاله بسبب الاحتجاجات التي أطلقوها على قادة الأسطول وعلى تيتش..
وبعد مرور عدة أيام وصل لتيتش خبر بأن ستيد قد نجا من حبل المشنقة، وحصل على قرار العفو بعد انقاذه من قبل المحافظ تشارلز مرة أخرى، واستقر في مدينة باث تاون.
توجه تيتش إلى محافظ ايدن وحصل منه على إذن بالإبحار إلى سانت توماس للحصول على العفو. وحصل تيتش على الموافقة بأن السفن التي يمتلكها هي له وقد تم التصديق عليها.. وبعد حصوله على الإذن عاد إلى القرصنة مرة أخرى؛ وقد قام بقرصنة سفينتين من السفن الفرنسية وبعدها عثر على سفينة مهجورة وضمها إلى طاقمه.
وعند مدخل أوكراكوك تواجه تيتش مع سفينة تعود للقرصان تشارلز فاين، وهو قرصان إنجليزي، لكن تيتش لم يدمر سفينته لأنه لم يكن يحمل شيئا، ولأنه كان بمواجهة مع وود روجر الذي رفض أن يعطيه العفو الملكي. وبهذا قبل تيتش بأن يضم فاين لطاقمه، وأخبره هذا الأخير بأن بنيامين هورني كولد (القائد السابق لتيتش) أصبح صائد قراصنة لأنه يعرفهم حق المعرفة ويعرف تحركاتهم، وفي المقابل، فقد حصل تيتش على طاقم قوي يضم أشهر القراصنة في ذالك الوقت وهم اسيراء هاند وروبرت ديّل وتشارلز فاين.

## ألكساندر سبوت وود
```
اللحية السوداء أدوارد تيتش وسعي الملك الكساندر سبوت حاكم ولاية ودولة فرجينيا وبداية المعركة الأخيرة
```

سببت كثرة القراصنة الذين اجتمعوا في ولاية بنسلفانيا ولاية كارولينا وفرجينيا القلق للحاكم ألكساندر سبوت وود؛ حيث ساوره شك هؤلاء القراصنة المتقاعدين بأنهم ليسوا كذلك، بل يهدفون إلى الإطاحة بالولايات وخوفه من قرصنة السفن التجارية. وكان بعض من طاقم تيتش السابق قد انتقل بالفعل إلى عدة بلدات بميناء ولاية فرجينيا للقرصنة، مدعين اعتزالهم مما دفع الحاكم ألكساندر لٱصدار قوانين جديدة في 10 من يوليو وهي:
```
رفض أي تجمع مشبوه للقراصنة السابقين.
```

```
التخلي عن أسلحتهم وعدم السفر في مجموعات تتعدى أكثر من ثلاثة اشخاص.
```

وكان أحد اتباع تيتش في ولاية فرجينيا يدعى وليم هوارد قد تم القبض عليه وتم إرساله إلى المحكمة لمحاكمته بدون هيئة محلفين. لكن المحكمة رفضت طلب ألكساندر لأن سفن تيتش تمت المصادقة عليها من قبل المحافظ تشارلز بأنها تعود لتيتش لكن سجل السفن يقول بأنها تعود لملك إسبانيا. وكان قد أدين بكثير من الجرائم بعد قرار العفو الملكي وتم إرسال هوارد في انتظار المحاكمة أمام محكمة نائب الأميرالية، بتهمة القرصنة مرة أخرى من قبل الحاكم ألكساندر وحكم النائب العام جون كلايتون على هوارد بالإعدام شنقاً. بعد إرساله إلى لندن رفضت الهيئة إعدامه لعدم ثبوت الأدلة وبهذا تم إطلاق سراحه.
لكن ألكساندر حصل من هوارد على معلومات عن مكان تواجد تيتش وكان يخطط لإرسال قواته عبر الحدود إلى ولاية كارولينا الشمالية لإلقاء القبض عليه تلقى ألكساندر الدعم من حاكم ولاية كارولينا إدوارد موسلي والعقيد موريس مور وأيضا تلقى الدعم من حكام مجلس اللوردات في التجارة. ويعود سبب هذا الدعم للأضرار التي ألحقها تيتش بالتجارة الأوربية الأمريكية. وتم دعمه دعما ماليا كبيرا لتعيين أفضل الضباط ونواب الأميرال، وتم تعيين كابتن كوردن قائد سفينة HMS اللؤلؤة وكابتن بورن قائد سفينة HMS Lyms، وتم تعيين القائد روبرت ميرنارد على قيادة اثنين من السفن من طراز HMS أيضا.
وبالإضافة إلى الجوائز التي سيستلمها القواد على رأس تيتش، يُعتقد بأن هذا الأخير يمتلك كنزاً كبيراً يخفيه في جعبته.
وفي طريقم للبحث عن تيتش، انضم لهم الكابتن إرميا فيل والعقيد مور. وبعد رحلة دامت أكثر من أسبوعين أرسل ميرنارد ثلاث سفن إلى ميناء لاوكراكوك لمعرفة ما إذا كان يمكن العثور على أسطول تيتش. وبعد يومين وصل تقرير إلى ميرنارد وبقية القادة يفيد بأن تيتش موجود في ميناء لاوكراكوك.

## المعركة الأخيرة
وجد ماينارد أسطول اللحية السوداء يرسو على الجانب الداخلي من جزيرة أوكراكوك، مساء يوم 21 نوفمبر وتأكد بأن السفن لن تتحرك وقرر عدم الهجوم ليلاً لعدم معرفته ببيئة المعركة جيداً؛ فانتظر إلى صباح اليوم التالي ليبدأ تحركاته. وانتشر الأسطول على طول السواحل ليتأكد بأن قراصنة اللحية السوداء لن يهربوا.
لكن ما لا يعلمه ماينارد هو أن أحد طاقم تيتش المدعو اسيراء هاند وكان معه أربعون رجلاً.
وعند الفجر بدأ ميرنارد بالتحرك رويداً رويداً هو وسفينتين لكنه رصد أحد القراصنة على قمة الجبل يتتبع حركات الشاطيء قام ماينارد بإطلاق النار عليه وإصابته بصعوبة، وأمر طاقمه بالتراجع بسرعة إلى منطقة تدعى الجين. ومن هنا علم تيتش بأن هناك من يرصد تحركاته؛ فأمر طاقمه برفع الأشرعة وتجهيز المدافع وقام بقطع المرساة وأمر إحدى سفنه بتوجيه المدافع نحوه سفن ماينارد. وأمر هذا الأخير الضابط هايد بسد جميع الثغرات لعدم السماح للقراصنة بالهروب وبدأت المعركة.
وجهت سفينة المغامرة التابعة لطاقم تيتش نيرانها نحو سفينتين من سفن البحرية وأطلقت النار وسقط 29 رجلا من رجال البحرية، وكانت البحرية ترفع علم قوات بحرية المملكة البريطانية وأصيب ثلاثة من الضباط وقتل اثنان وسقطت السفينتان بعد هروب الطاقم.
وعندما استعد طاقم اللحية السوداء لإعادة ملء المدافع كان هناك تبادل إطلاق نار بين القراصنة والبحرية.
وبعيداً عن المعركة الطاحنة التي تحصل في المحيط وفي جزيرة لاوكراكوك حيث كان أحد القادة المدعو جين يتواجه مع اسيراء هاند تابع لقراصنة اللحية السوداء وتبادلت كل من الجهتين إطلاق النار في سباق للوصول إلى الميناء ومن يصل اولاً يحصل على المدافع ليساند مجموعته في المعركة. وبهذا بدأ إطلاق النار ولم تخطيء أية رصاصة هدفها إلا وأصابت رجلاً. وبالنهاية وصل اسيراء هاند إلى الميناء ومعه رجلان، والبقية قتلوا.
عند وصول اسيراء هاند إلى الميناء وجد النيران تتصاعد من السفن والمعركة قد بدأت بالفعل ولم يستطع مد يد العون للقراصنة لأنهم كانوا ثلاثة ناجين فقط من الحرب التي خرجوا منها.
وفي المقابل قام ماينارد بوضع عدد من الجنود في أسفل السفن لتقليل الخسائر والاستعداد للمعركة القريبة المدى. وفي هذه الأثناء أمر تيتش رجاله بالاستعداد للمعركة أيضا. لكن قبل التحام السفن رمى طاقم تيتش سفن ماينارد بقنابل اليدوية تحتوي على الزجاج والمسامير بالإضافة إلى الرصاص.
لكن عند التحام السفينتين لم يعثر القراصنة على أحد عند سطح السفينة حينها بدأ الجنود بخروج من أسفل السفينة مشكلين صفوفاً للهجوم وبدء المعركة. ونجحت الخطة.
عندها دارت اشتباكات عنيفة بينهم حتى اختلط الماء بالدم على ظهر السفينة من كثرة القتلى.
توجه تيتش إلى مقدمة السفينة ووجد ماينارد أمامه. وسحبا ميرنارد وتيتش مسدسيهما وأطلقا النار لكن لم يصب أحدهما الآخر وركض تيتش نحو ماينارد وسحب سيفه المقوس وهجم عليه وكسر سيفه لكن ماينارد سحب مسدسه بسرعة وأطلق النار على تيتش قبل أن يصل السيف لرأس ماينارد لكن الطلقة الواحدة لم توقفه فقام أحد رجال ماينارد الجرحى وأطلق الرصاصة الثانية بصدر تيتش.
بعد ذلك بدأ القراصنة يسقطون واحداً تلو الآخر وحاصر رجال ميرنارد القراصنة وأسروا الكثير منهم.
وعندما انحنى ميرنارد نحوة جسد تيتش وجد أن خمس رصاصات قد دخلت جسده حتى أردته قتيلاً ووجد أيضا رسالة إلى القرصان «توبياس نايت» وقام ماينارد بقطع رأس تيتش وتعليقه على خشبة الشراع في أعلى السفينة.

## نهاية الطاقم
تم العثور على ما تبقى من طاقم تيتش في مدينة باث تاون، وتم نقل جزء منهم إلى «وليم زبوركس» في ولاية فرجينيا، وكان العدد الأكبر منهم عبيداً، فأمر الحاكم سبوت وود بإطلاق سراح العبيد لعلمه بأنه تم إجبارهم على الدخول في عالم القرصنة
```
وَحُوكِمَ بقيةُ الرجالِ في مبنى الكابيتول وليامز، وفقاً لقانون الأميرالية في 12 آذار 1719، «لا تزال السجلات موجودة حتى هذا اليوم»، وَحُكِمَ على 14 من أصل 16 متهم مذنب بالإعدام أما الاثنين المتبقيين فهما «أسيرا» الذي ادعى أن تيتش أجبره على الانضمام لطاقمه بعد أن أطلق النار على إحدى قدميه وأنه لم يكن موجوداً في المعركة من الأصل.
```

ونُفِّذَ حكمُ الإعدام في حق بقية القراصنة، وتم شنقهم في هضبة قرب الساحل في «وليمز بوركس»، وتركت أجسادهم لتتعفن وسمي هذا الطريق لاحقأً بـ"Gallows Road" أي الطريق إلى حبل المشنقة.
أراد سبوت وود إرسال السفن إلى شمال كارولينا للقبض على القراصنة وللاستيلاء على بضائعهم، لكن المحافظ تشارلز (محافظ مدينة أيدن) رفض ذالك مُدَّعِياً أنها ليست من صلاحيات الحاكم سبوت وود.
أرسل بعده مجموعة من الجنود لإلقاء القبض على «توبياس نايت» الذي حسب شهادة «اسيراء هاند» كان يعمل مع تيتش. تم العثور على «توبياس نايت» في حالة سيئة جداً بسبب المرض الذي أصابه وتم إطلاق سراحه لأجل ذلك. وتوفي «توبياس نايت» في نفس السنة من شدة المرض.
لم يترك سبوت وود المحافظَ تشارلز واتهمه بالتعامل مع تيتش والخيانة لبلده. لكن سبوت وود ظل يطالب بالقبض على المحافظ تشارلز حتى توفي الأخير 17 من آذار في 1722.

## الرأي الحديث
بعد نهاية العصر الذهبي للقراصنة في عام 1724، أصبح تيتش اللحية السوداء مُلهِمَ الكتّاب ومؤلفي القصص بسبب المغامرة التي خاضها، وبسبب الجائزة التي وضعت على رأسه وتقدر 1500000 £ وشخصيته التي كانت ترمز إلى العنف الحقيقي. من الكتّاب هناك تشارلز جونسون الذي أطلق القصة الحقيقية للقرصان تيتش حيث نشرت في بريطانيا في عام 1724. والمؤلف انجوس كونستام وكتابه المصور بعنوان Black beard اللحية السوداء وغيره من الكتاب منهم الكاتب دانيال ديفو.
لم تقدر ممتلكات تيتش بمبلغ معين، لكن الكتاب ذكر أنها خَمسة أضعاف ما سرقه القرصان بارثولوميو روبرتس، وقيل إن الكثير من الصيادين لم ينجحوا في العثور على الكنز الذي قيل إنهُ عند الساحل الشرقي للولايات المتحدة، لكن تم العثور على بعض من حطام «سفينة ثأر الملكة آن» في عام 1997 وتم استخراجها في عام 2007، وعثر على 15.000 قطعة أثرية تم وضعها في متحف نورث كارولينا.

## في الثقافة الشعبية
- قام المؤلف الياباني أودا بتجسيد شخصيته في أنمي ون بيس one piece حيث يظهر في شخصية شريرة وطامعة للحصول على كنز ون بيس.
- قام الممثل ايان ماكشن بتجسيد دوره كقرصان بالغ الشر في فيلم قراصنة الكاريبي: في بحار غريبة.
- قامت شركة يوبي سوفت بإضافته في لعبة أساسنز كريد IV: بلاك فلاغ كأحد أهم الشخصيات في أحداث القصة، ويظهر في عدة مقاطع سنمائية في اللعبة.
- ظهر في مسلسل Black sails